# 성곡미술관
성곡미술관(省谷美術館)은 성곡미술문화재단에서 운영하는 미술관이다. 서울특별시 종로구 신문로 2가 에 있다.

## 같이 보기
- 대한민국의 박물관과 미술관 목록